# 20.ª etapa do Tour de France de 2020
A 20.ª etapa do Tour de France de 2020 desenvolveu-se a 19 de setembro de 2020 entre Lure e a La Planche des Belles Filles sobre um percurso de 36,2 km e foi vencida pelo esloveno Tadej Pogačar da equipa UAE Emirates que, a sua vez, se converteu no novo líder da prova a tão só um dia para a sua finalização.

## Classificação da etapa
| \| Classificação por etapas \| Classificação por etapas \| Classificação por etapas \| Classificação por etapas \| Classificação por etapas \| \| Ciclista \| Ciclista \| Equipe \| Tempo \| \| \| ------------------------ \| ------------------------ \| ------------------------ \| ------------------------ \| ------------------------ \| \| 1. \| Tadej Pogačar \| UAE Team Emirates \| 55m55s \| \| \| 2. \| Tom Dumoulin \| Jumbo-Visma \| + 1m21s \| \| \| 3. \| Richie Porte \| Trek-Segafredo \| + 1m21s \| \| \| 4. \| Wout van Aert \| Jumbo-Visma \| + 1m31s \| \| \| 5. \| Primož Roglič \| Jumbo-Visma \| + 1m56s \| \| \| 6. \| Rémi Cavagna \| Deceuninck-Quick Step \| + 1m59s \| \| \| 7. \| Damiano Caruso \| Bahrain McLaren \| + 2m29s \| \| \| 8. \| David de la Cruz \| UAE Team Emirates \| + 2m40s \| \| \| 9. \| Enric Mas \| Movistar Team \| + 2m45s \| \| \| 10. \| Rigoberto Urán \| EF Pro Cycling \| + 2m54s \| \| |                  |                       |         |
| |                  |                       |         |
| Fonte: ProCyclingStats |                  |                       |         |
| Classificação por etapas |                  |                       |         |
| Ciclista | Ciclista         | Equipe                | Tempo   |
| 1. | Tadej Pogačar    | UAE Team Emirates     | 55m55s  |
| 2. | Tom Dumoulin     | Jumbo-Visma           | + 1m21s |
| 3. | Richie Porte     | Trek-Segafredo        | + 1m21s |
| 4. | Wout van Aert    | Jumbo-Visma           | + 1m31s |
| 5. | Primož Roglič    | Jumbo-Visma           | + 1m56s |
| 6. | Rémi Cavagna     | Deceuninck-Quick Step | + 1m59s |
| 7. | Damiano Caruso   | Bahrain McLaren       | + 2m29s |
| 8. | David de la Cruz | UAE Team Emirates     | + 2m40s |
| 9. | Enric Mas        | Movistar Team         | + 2m45s |
| 10. | Rigoberto Urán   | EF Pro Cycling        | + 2m54s |

## Classificações ao final da etapa

### Classificação geral(Maillot Jaune)
| \| Classificação geral \| Classificação geral \| Classificação geral \| Classificação geral \| Classificação geral \| \| Ciclista \| Ciclista \| Equipe \| Tempo \| \| \| ------------------- \| ------------------- \| ------------------- \| ------------------- \| ------------------- \| \| 1. \| Tadej Pogačar \| UAE Team Emirates \| 84h26m33s \| \| \| 2. \| Primož Roglič \| Jumbo-Visma \| + 59s \| \| \| 3. \| Richie Porte \| Trek-Segafredo \| + 3m30s \| \| \| 4. \| Mikel Landa \| Bahrain McLaren \| + 5m58s \| \| \| 5. \| Enric Mas \| Movistar Team \| + 6m07s \| \| \| 6. \| Miguel Ángel López \| Astana \| + 6m47s \| \| \| 7. \| Tom Dumoulin \| Jumbo-Visma \| + 7m48s \| \| \| 8. \| Rigoberto Urán \| EF Pro Cycling \| + 8m02s \| \| \| 9. \| Adam Yates \| Mitchelton-Scott \| + 9m25s \| \| \| 10. \| Damiano Caruso \| Bahrain McLaren \| + 14m03s \| \| |                    |                   |           |
| |                    |                   |           |
| Fonte: ProCyclingStats |                    |                   |           |
| Classificação geral |                    |                   |           |
| Ciclista | Ciclista           | Equipe            | Tempo     |
| 1. | Tadej Pogačar      | UAE Team Emirates | 84h26m33s |
| 2. | Primož Roglič      | Jumbo-Visma       | + 59s     |
| 3. | Richie Porte       | Trek-Segafredo    | + 3m30s   |
| 4. | Mikel Landa        | Bahrain McLaren   | + 5m58s   |
| 5. | Enric Mas          | Movistar Team     | + 6m07s   |
| 6. | Miguel Ángel López | Astana            | + 6m47s   |
| 7. | Tom Dumoulin       | Jumbo-Visma       | + 7m48s   |
| 8. | Rigoberto Urán     | EF Pro Cycling    | + 8m02s   |
| 9. | Adam Yates         | Mitchelton-Scott  | + 9m25s   |
| 10. | Damiano Caruso     | Bahrain McLaren   | + 14m03s  |

### Classificação por pontos(Maillot Vert)
| Classificação por pontos | Classificação por pontos | Classificação por pontos         | Classificação por pontos | Classificação por pontos |
| Ciclista                 | Ciclista                 | Equipe                           | Pontos                   |                          |
| ------------------------ | ------------------------ | -------------------------------- | ------------------------ | ------------------------ |
| 1.                       | Sam Bennett              | Deceuninck-Quick Step            | 319 pts                  |                          |
| 2.                       | Peter Sagan              | Bora-Hansgrohe                   | 264 pts                  |                          |
| 3.                       | Matteo Trentin           | CCC Team                         | 250 pts                  |                          |
| 4.                       | Bryan Coquard            | B&B Hotels-Vital Concept p/b KTM | 173 pts                  |                          |
| 5.                       | Wout van Aert            | Jumbo-Visma                      | 160 pts                  |                          |
| 6.                       | Caleb Ewan               | Lotto-Soudal                     | 158 pts                  |                          |
| 7.                       | Julian Alaphilippe       | Deceuninck-Quick Step            | 150 pts                  |                          |
| 8.                       | Tadej Pogačar            | UAE Team Emirates                | 143 pts                  |                          |
| 9.                       | Søren Kragh Andersen     | Team Sunweb                      | 138 pts                  |                          |
| 10.                      | Michael Mørkøv           | Deceuninck-Quick Step            | 129 pts                  |                          |

### Classificação da montanha(Maillot à Pois Rouges)
| Classificação da montanha | Classificação da montanha | Classificação da montanha        | Classificação da montanha | Classificação da montanha |
| Ciclista                  | Ciclista                  | Equipe                           | Pontos                    |                           |
| ------------------------- | ------------------------- | -------------------------------- | ------------------------- | ------------------------- |
| 1.                        | Tadej Pogačar             | UAE Team Emirates                | 82 pts                    |                           |
| 2.                        | Richard Carapaz           | Ineos Grenadiers                 | 74 pts                    |                           |
| 3.                        | Primož Roglič             | Jumbo-Visma                      | 67 pts                    |                           |
| 4.                        | Marc Hirschi              | Team Sunweb                      | 62 pts                    |                           |
| 5.                        | Miguel Ángel López        | Astana                           | 51 pts                    |                           |
| 6.                        | Benoît Cosnefroy          | AG2R La Mondiale                 | 36 pts                    |                           |
| 7.                        | Pierre Rolland            | B&B Hotels-Vital Concept p/b KTM | 36 pts                    |                           |
| 8.                        | Richie Porte              | Trek-Segafredo                   | 36 pts                    |                           |
| 9.                        | Nans Peters               | AG2R La Mondiale                 | 32 pts                    |                           |
| 10.                       | Lennard Kämna             | Bora-Hansgrohe                   | 27 pts                    |                           |

### Classificação do melhor jovem(Maillot Blanc)
| Classificação dos jovens | Classificação dos jovens | Classificação dos jovens | Classificação dos jovens | Classificação dos jovens |
| Ciclista                 | Ciclista                 | Equipe                   | Tempo                    |                          |
| ------------------------ | ------------------------ | ------------------------ | ------------------------ | ------------------------ |
| 1.                       | Tadej Pogačar            | UAE Team Emirates        | 84h26m33s                |                          |
| 2.                       | Enric Mas                | Movistar Team            | + 6m07s                  |                          |
| 3.                       | Valentin Madouas         | Groupama-FDJ             | + 1h42m22s               |                          |
| 4.                       | Daniel Felipe Martínez   | EF Pro Cycling           | + 1h54m51s               |                          |
| 5.                       | Lennard Kämna            | Bora-Hansgrohe           | + 2h14m33s               |                          |
| 6.                       | Harold Tejada            | Astana                   | + 2h36m41s               |                          |
| 7.                       | Niklas Eg                | Trek-Segafredo           | + 2h49m43s               |                          |
| 8.                       | Marc Hirschi             | Team Sunweb              | + 2h51m29s               |                          |
| 9.                       | Neilson Powless          | EF Pro Cycling           | + 3h02m48s               |                          |
| 10.                      | Pavel Sivakov            | Ineos Grenadiers         | + 4h13m09s               |                          |

### Classificação por equipas(Classement par Équipe)
| Classificação por equipes | Classificação por equipes | Classificação por equipes | Classificação por equipes |
| Equipe                    | Equipe                    | Tempo                     |                           |
| ------------------------- | ------------------------- | ------------------------- | ------------------------- |
| 1.                        | Movistar Team             | 253h34m22s                |                           |
| 2.                        | Jumbo-Visma               | + 18m31s                  |                           |
| 3.                        | Bahrain McLaren           | + 57m10s                  |                           |
| 4.                        | EF Pro Cycling            | + 1h16m43s                |                           |
| 5.                        | Ineos Grenadiers          | + 1h30m58s                |                           |
| 6.                        | Trek-Segafredo            | + 1h39m39s                |                           |
| 7.                        | Astana                    | + 1h47m15s                |                           |
| 8.                        | AG2R La Mondiale          | + 2h58m26s                |                           |
| 9.                        | UAE Team Emirates         | + 3h06m46s                |                           |
| 10.                       | Mitchelton-Scott          | + 3h25m10s                |                           |

## Abandonos
Nenhum.